# Mark Eyskens
Marc Maria Frans (Mark), Vicomte Eyskens, född 29 april 1933 i Leuven, är en belgisk ekonom och kristdemokratisk politiker.
Mark Eyskens är son till Gaston Eyskens, och var minister i flera belgiska regeringar. Han blev premiärminister 6 april 1981. Hans regering kollapsade dock redan 17 december samma år, på grund av oenighet kring finansiering av Valloniens krisdrabbade stålindustri. Eyskens förblev belgisk parlamentsledamot till 2003.
Mark Eykens är son till Gaston Eyskens, som också var belgisk premiärminister, i tre omgångar.